# Исполнение желаний (мультфильм)
«Исполне́ние жела́ний» — советский рисованный мультфильм 1957 года. Снят Валентиной и Зинаидой Брумберг по сказке Эдуарда Лабулэ «Зербино-нелюдим».

## Сюжет
У дровосека Зербино не было ни родных, ни друзей и звали его за глаза «нелюдим». Как-то в лесу спас он от змеи фею и получил в награду возможность исполнять любое своё желание. Теперь и топор входил в дерево, как в масло, и вязанка сама добиралась из леса домой. Так получилось, что пожелал он принцессе Алели влюбиться в рассмешившего её парня и сам же её развеселил. После многочисленных приключений, которые им пришлось пережить вместе, Зербино-нелюдим, наконец, ответил на чувства влюблённой в него принцессы.

## Над фильмом работали
- Сценарий: Тамары Габбе
- по сказке: Эдуара Лабулэ
- Режиссёры: Валентина и Зинаида Брумберг
- Художники-постановщики: Лана Азарх, Лев Мильчин, Гражина Брашишките
- Композиторы: Андрей Волконский, Николай Сидельников
- Оператор: Елена Петрова
- Звукооператор: Николай Прилуцкий
- Художники-мультипликаторы: Фаина Епифанова, Николай Фёдоров, Лев Попов, Борис Бутаков, Елизавета Комова, Мария Мотрук, Игорь Подгорский, Елена Хлудова, Вадим Долгих, Владимир Балашов
- Художники-декораторы: Ольга Геммерлинг, Елена Танненберг
- Роли озвучивали:
  - Михаил Астангов — рассказчик (не указан в титрах)
  - Олег Ефремов — дровосек Зербино
  - Эраст Гарин — король Мушамиель
  - Лилия Гриценко — принцесса Алели
  - Лев Свердлин — министр Мистигрис
  - Галина Новожилова — фея
  - Георгий Вицин — вельможа / первый полицейский (в титрах не указан)
  - Юрий Хржановский — начальник полиции / второй полицейский (в титрах не указан)
- Ассистенты режиссёра: Татьяна Фёдорова, Н. Аравина

## Награды и призы
- 1960 — диплом III Международного фестиваля анимационных фильмов в Анси (Франция).